# شلم‌شوربا
شلم‌شوربا (به کردی: چێشتی مجێور) زندگی‌نامه خودنویس عبدالرحمان شرفکندی شاعر، نویسنده و مترجم کرد ایرانی است که در سال‌های مختلف با ترجمه کسانی چون رضا کریم مجاور، کردستان نیک‌زادی و بهزاد خوشحالی ترجمه و چاپ شده‌است.
کتاب شلم‌شوربا در جدیدترین چاپ خود با ترجمه رضا کریم مجاور، در خردادماه سال ۱۳۹۴ توسط دو انتشارات آنا در تهران و موساسیر در مهاباد در ۵۰۴ صفحه چاپ و انتشار یافته است.